# Björn Schlicke
Björn Schlicke (* 23. Juni 1981 in Erlangen) ist ein ehemaliger deutscher Fußballspieler.

## Laufbahn

### Verein
Der Abwehrspieler erlernte in der F-Jugend-Nachwuchsmannschaft des heimischen Vereins ATSV Erlangen seine fußballerisch ersten Schritte. Er wechselte als C-Jugendlicher zum Lokalrivalen FSV Erlangen-Bruck, dem in der Nachwuchsarbeit erfolgreichsten Verein Erlangens. Dort spielte er in der für diesen Jugendbereich höchstmöglichen Klasse, der Bezirksliga.
Als B-Jugendlicher wechselte Schlicke zum 1. FC Nürnberg. Dort wurde er im Team der A-Jugend eingesetzt. In der Saison 1999/2000 erhielt er dann seine ersten neun Bayernliga-Einsätze in der Amateurmannschaft des 1. FC Nürnberg.
In der folgenden Saison 2000/01 wechselte Schlicke zur SpVgg Greuther Fürth. Nach zwei Jahren, in denen er vornehmlich in der Amateurmannschaft gespielt hatte, gelang ihm in der Saison 2002/03 der Durchbruch in die Stammformation der Profimannschaft.
Der Hamburger SV aus der Bundesliga sicherte sich in der anschließenden Saison 2003/04 die Dienste Schlickes. Er wurde nach kurzer Zeit auch hier Stammspieler. Bis auf eine Verletzungsperiode vor Ende der ersten Hinrunde, bedingt durch einen Meniskuseinriss im linken Knie, spielte er bis zum Abschluss der Saison 2004/05 als rechten Außenverteidiger.
Zu Beginn der Saison 2005/06 wechselte er zum 1. FC Köln, bei dem er allerdings mehr als Innenverteidiger vorgesehen war. Jedoch konnte sich Schlicke beim FC nicht durchsetzen und kam selten zum Einsatz. Nach einem Jahr verließ er Köln und wechselte zum MSV Duisburg. Dort war er von Anfang an Stammspieler und wurde in der Winterpause Nachfolger des vom Präsidenten Walter Hellmich abgesetzten Kapitäns Georg Koch. 2007 stieg er mit dem Verein in die 1. Bundesliga auf und war auch in der höchsten Spielklasse einer der Führungsspieler des MSV Duisburg. Er gab die Kapitänsbinde zu Saisonbeginn an Ivica Grlić ab. Zur Saison 2009/10 wurde er von Trainer Peter Neururer wieder zum Kapitän ernannt, wurde allerdings in der Winterpause der Saison unter dem neuen Trainer Milan Šašić von Tom Starke abgelöst. Am 29. Juni 2010 lösten der MSV Duisburg und Schlicke den noch bis 2011 laufenden Vertrag einvernehmlich auf.
Zur Saison 2010/11 unterschrieb er beim Zweitligakonkurrenten FSV Frankfurt einen Zweijahresvertrag. Von Trainer Hans-Jürgen Boysen wurde er zum Mannschaftskapitän bestimmt. Kurz vor Ende seines Vertrages mit dem FSV verlängerte Schlicke diesen bis Sommer 2014, im November 2013 erneut vorzeitig bis Sommer 2015.
Ab der Saison 2015/16 war er Co-Trainer der zweiten Mannschaft der SpVgg Greuther Fürth in der Regionalliga Bayern. Hier absolvierte er in der Hinrunde als Abwehrspieler 17 Spiele mit der Mannschaft. Im Sommer 2018 wurde Schlicke Teammanager der zweiten Mannschaft der SpVgg., wechselte aber im Januar 2019 als Sportlicher Leiter zum Regionalligisten 1. FC Schweinfurt 05. Dieses Amt hatte er bis Februar 2020 inne. Von September 2022 bis Juni 2024 war er Leiter der Nachwuchsabteilung der SpVgg Greuther Fürth. Seither ist er als Scout für Puma tätig. 2025 schloss er den Lehrgang „Management im Profifußball“ von DFB und DFL ab.

### Auswahlmannschaften
Schlicke absolvierte acht Schülerländerspiele in der U-15-Nationalmannschaft und 14 Länderspiele in der U-21-Nationalmannschaft. Des Weiteren spielte er zwischen 2003 und 2004 im Team 2006, der Perspektivmannschaft des DFB.

## Familie
Sein Sohn Ben Schlicke brachte es ebenfalls zum Profifußballer.